# Leopold Spielmann
Leopold Spielmann (* 5. August 1881 in Wien; † 10. Dezember 1941 im Ghetto Theresienstadt) war ein österreichischer Pianist und Dirigent.

## Herkunft
Er war das älteste der sechs Kinder von Cäcilia geb. Neustadtl (* 23. März 1859; † 4. Mai 1902) und Moriz Spielmann (* 23. August 1849; † 20. Oktober 1924). Moriz war Redakteur beim Illustrierten Wiener Extrablatt, Literaturkritiker und Mitarbeiter weiterer Zeitschriften. Leopold Spielmanns Geschwister waren der Schachmeister Rudolf (1883–1942), die Schauspielerinnen Melanie (1885–1927) und Jenny (1889–1964) und Irma (1894–1939) sowie der Kontorist und Medizinstudent Edgar (1887–1917). Zunächst lebte die Familie in bescheidenen Verhältnissen und wechselte häufig die Wohnung.

## Leben und Wirken
Als Leopold Spielmann drei Jahre alt war, erkannte seine Mutter sein musikalisches Talent und ließ ihm Klavierunterricht erteilen. Er galt bald als ein pianistisches Wunderkind. Der Pianist Anton Rubinstein führte Spielmann in die Familie des österreichischen Kaisers Franz Joseph ein, wo er von Erzherzogin Marie Valerie gefördert wurde. Er gab Konzerte vor Mitgliedern der kaiserlichen Familie, so im Sommer 1890 auf Schloss Lichtenegg. Am 4. Januar 1891 gab er im Wiener Bösendorfer-Saal ein Konzert. Unter den Stücken war die von ihm selbst komponierte Valerie-Serenade, die er Marie Valerie anlässlich ihrer Vermählung gewidmet hatte. Im August 1891 trat Spielmann in der Kaiservilla in Ischl auf. In Anwesenheit seiner Mutter spielte er ein einstündiges Programm mit Werken von Beethoven, Mozart, Chopin, Stephen Heller sowie seine Valerie-Serenade. Anwesend waren Marie Valerie mit ihrer Hofdame Gräfin Kornis, Gisela von Österreich und ihr Mann Leopold von Bayern und deren vier Kinder Elisabeth, Auguste Maria Luise von Bayern, Georg und Konrad. Ein verschollenes Gemälde von Moritz Ledeli stellte einen Auftritt Spielmann am 10. August in der Kaiservilla vor u. a. Kaiser Franz Joseph I. dar.
Nach einer längeren Pause gab Spielmann am 12. Februar 1895 ein Konzert mit Werken von Chopin, Bach, Brahms, Schumann, Grieg und einer Eigenkomposition, bei dem die Reife seiner Spieltechnik, seines Vortrages und seiner musikalischen Auffassung auffielen. Er trat dabei zusammen mit seiner Schwester Melanie auf, die mehrere dramatische Rezitationen vortrug, und zu der Zeit bereits am Wiener Burgtheater in Kinderrollen mitgewirkt hatte.
Spielmann absolvierte in Begleitung seiner Mutter eine Konzerttournee durch Europa, die sie bis nach Russland führte. Das Angebot für eine Tournee in den USA nahm er nicht an, da er wegen einer schweren Erkrankung seiner Mutter für seine Geschwister sorgen musste.
Spielmann studierte am Wiener Konservatorium bei Adolf Prosniz, an der Königlichen Akademie der Tonkunst in München bei Bernhard Stavenhagen und schließlich bei Ferruccio Busoni in Berlin. Spielmann war ein angesehener Virtuose und trat oft im Duo mit dem Geiger Bronisław Huberman auf, etwa am 17. Februar 1910 in Alexandria.
In Berlin heiratete Spielmann seine Klavierschülerin Gertrud Lüdtke. Aus der Ehe gingen fünf Kinder hervor: der kurz nach der Geburt verstorbene Leo, Helmuth (1912–1991), Irmgard (geb. 1913), Lilly (geb. 1922) und Ilse (geb. 1928). Nach Ende des Ersten Weltkrieges übersiedelte die Familie nach Göteborg, wo Spielmann als Dirigent des Symphonieorchesters arbeitete. 1928 kehrte die Familie nach Berlin zurück.
In der Zeit des Nationalsozialismus verließ Spielmann mit seiner Familie Deutschland aufgrund der Judenverfolgungen. Im Jahr 1934 flohen sie ohne gültige Pässe nach Prag. Dort bestritt Spielmann den Lebensunterhalt durch privaten Unterricht und plante nach Toronto auszuwandern, nachdem er ein Stellenangebot des Royal Conservatory of Music erhalten hatte. Die englische Quäkerin Tessa Rowntree, die in Prag die Ausreise von Flüchtlingen organisierte, traf in London zufällig Mary Horder, der Schwester von Ruth Mott (Ehefrau des Physikers Nevill Mott). Das Ehepaar Mott bürgte für Spielmanns Töchter Lilly und Ilse, die daraufhin mit einem der letzten Eisenbahnzüge und trotz ungültiger Reisepässe nach England entkamen bis Kriegsende bei den Motts lebten.
Spielmann wurde von seiner Frau in Prag versteckt und konnte die Wohnung nicht verlassen. Im Herbst 1939 wurde er von der SS verhaftet. Auch seine Frau, die sich seiner Verhaftung widersetzte, und Sohn Helmuth wurden inhaftiert. Spielmann wurde 1941 in das KZ Flossenbürg eingeliefert. Er starb am 10. Dezember 1941 im Ghetto Theresienstadt.

## Nachleben der Familie
Auch Spielmanns Sohn Helmuth kam in ein Konzentrationslager, wo er aufgrund zu leistender Zwangsarbeit eine körperliche Behinderung erlitt. Spielmanns Schwestern Jenny und Irma, die in Holland lebten und als Geschäftsführerinnen eines Hotels arbeiteten, wurden nach dem deutschen Überfall ebenfalls in ein Konzentrationslager verschleppt. Während Irma noch im Oktober 1939 ermordet wurde, überlebte Jenny, litt aber zeitlebens an Depressionen.
Spielmanns Tochter Lilly heirate 1949 den britischen Marineoffizier Michael Gill (gest. 1965), aus der Ehe stammen drei Söhne. Mitte der 1990er Jahre versuchte sie mit Unterstützung Nevill Motts erfolglos, den Verbleib des Gemäldes von Ledeli zu klären.